# USFA Ouagadougou
El Union Sportive des Forces Armées (en español: Unión Deportiva de las Fuerzas Armadas), conocido como USFA, es un equipo de fútbol de Burkina Faso que milita en la Primera División de Burkina Faso, la liga de fútbol más importante del país.

## Historia
Fue fundado en el año 1962 en la capital Uagadugú con el nombre ASFAV y es el equipo que representa al Ejército de Burkina Faso en la Primera División del país.
Ha ganado el torneo de liga en 6 ocasiones, 4 denominado como ASFAN, 4 copas locales y 1 supercopa.
A nivel internacional ha estado en 9 torneos continentales, donde su mejor participación ha sido la Copa CAF 1997, donde avanzó hasta la segunda ronda.

## Palmarés
- Primera División de Burkina Faso: 7

1969, 1970, 1971, 1984 (como ASFAN)
1987, 1998, 2000
- Copa de Burkina Faso: 4

1968 (como ASFAN)
2002, 2010, 2015
- Copa de Líderes de Burkina Faso: 1

1996
- Super Copa de Burkina Faso: 2

1997/98, 1999/00

## Participación en competiciones de la CAF
| Temporada | Torneo                            | Ronda      | Club                   | Casa  | Visita | Global      |
| --------- | --------------------------------- | ---------- | ---------------------- | ----- | ------ | ----------- |
| 1985      | Copa Africana de Clubes Campeones | Preliminar | Gambia Ports Authority | w.o.1 | w.o.1  | w.o.1       |
| 1995      | Copa CAF                          | 1          | JS Bordj Ménaïel       | 2-1   | 1-5    | 3-6         |
| 1997      | Copa CAF                          | 1          | Stade d'Abidjan        | 1-1   | 3-2    | 4-3         |
| 1997      | Copa CAF                          | 2          | ES Tunis               | 1-1   | 1-4    | 2-5         |
| 1999      | Liga de Campeones de la CAF       | Preliminar | Dragons FC de l'Ouémé  | 2-0   | 0-1    | 2-1         |
| 1999      | Liga de Campeones de la CAF       | 1          | USM El Harrach         | 2-0   | 0-6    | 2-6         |
| 2000      | Copa CAF                          | 1          | CA Bizertin            | 2-1   | 0-2    | 2-3         |
| 2001      | Liga de Campeones de la CAF       | Preliminar | AS Mangasport          | 3-0   | 1-0    | 4-0         |
| 2001      | Liga de Campeones de la CAF       | 1          | Raja Casablanca        | 3-1   | 0-2    | 3-3 (a)     |
| 2010      | Copa Confederación de la CAF      | Preliminar | Séwé Sport             | 0-1   | 1-2    | 1-3         |
| 2011      | Copa Confederación de la CAF      | Preliminar | Fovu Baham             | 3-1   | 1-2    | 4-3         |
| 2011      | Copa Confederación de la CAF      | 1          | Africa Sports National | w.o.2 | w.o.2  | w.o.2       |
| 2011      | Copa Confederación de la CAF      | 2          | Sunshine Stars         | 1-0   | 0-2    | 1-2         |
| 2016      | Copa Confederación de la CAF      | Preliminar | KAC Marrakech          | 3-0   | 0-3    | 3-3 (4-5 p) |

1- USFA abandonó el torneo.

2- Africa Sports abandonó el torneo por la situación política en Costa de Marfil.